# Akira Matsunaga (1948)
Akira Matsunaga (n. 8 august 1948) este un fost fotbalist japonez.

## Statistici
| Japonia | Japonia | Japonia |
| An      | Meciuri | Goluri  |
| ------- | ------- | ------- |
| 1973    | 3       | 0       |
| 1974    | 0       | 0       |
| 1975    | 0       | 0       |
| 1976    | 7       | 2       |
| Total   | 10      | 2       |